# Sebald Fulco Johannes Rau
Sebald Fulco Johannes Rau (* 16. Oktober 1765 in Utrecht; † 1. Dezember 1807 in Leiden) war ein niederländischer Dichter, Orientalist und reformierter Theologe.

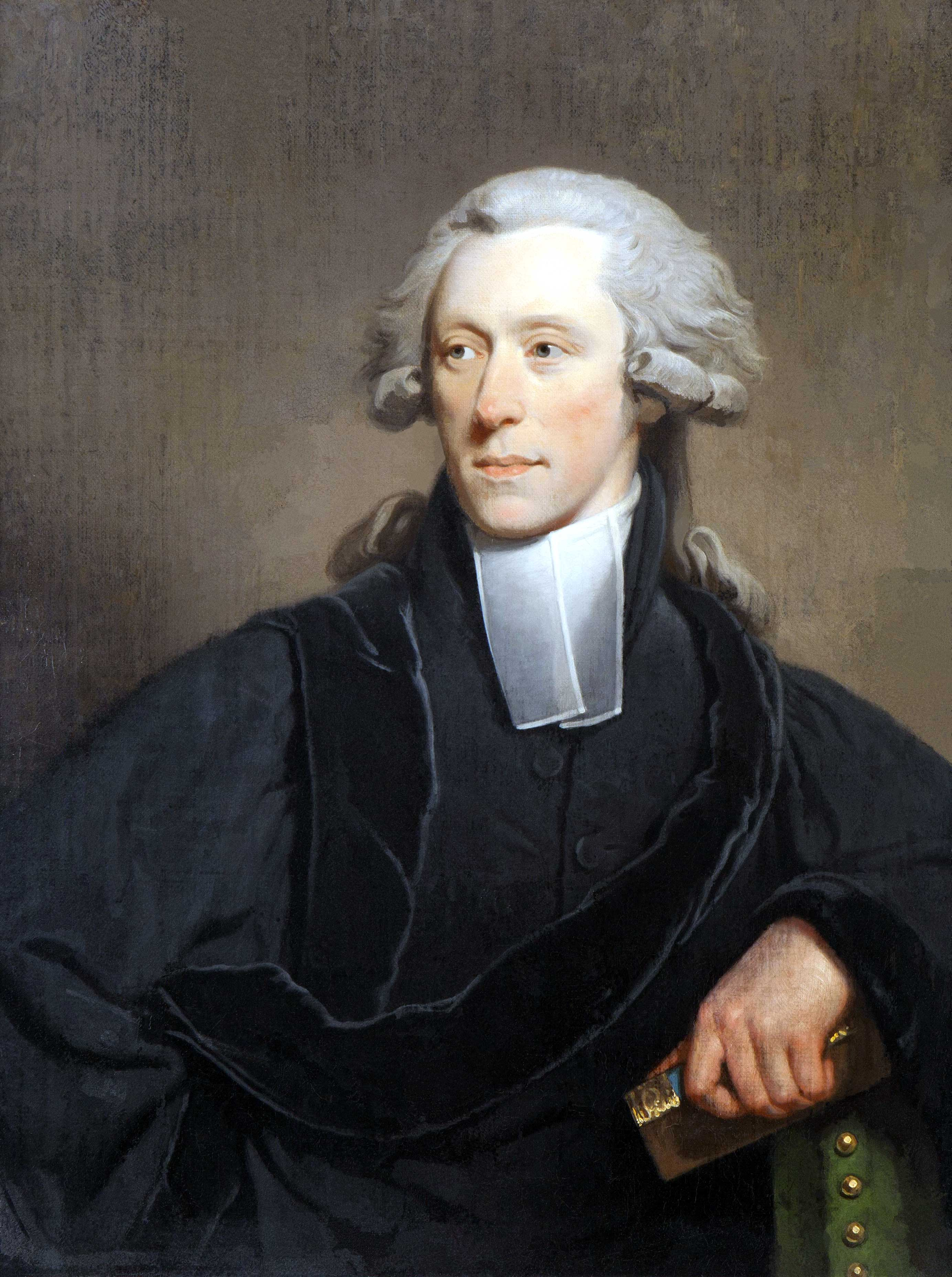
Sebald Fulco Johannes Rau

## Leben
Sebald Fulco Johannes Rau war Sohn des Philologen und reformierten Theologen Sebald Rau (1724–1818). Er  hatte im Umfeld seines Vaters bereits ein frühes Interesse für Sprachen entwickelt. So erlernte er die französische, englische, deutsche und italienische Sprache. An der Lateinschule in Utrecht hatte er seine lateinischen, griechischen und orientalischen Sprachkenntnisse weiterentwickelt. Mit fünfzehn Jahren begab er sich in den Dichterkreis von Jacobus Bellamy, welcher sich in der Gesellschaft Dulces ante omnia Musae formiert hatte und er selbst eine Abhandlung zum Vergleich der Helden des Homer mit den Arabern verfasste. In jenem Umfeld entstanden ab 1784 zwei Schriften. Einmal über den poetischen Spectator und eine über die Prüfung des Verstands, der Geschmack und das Herz. Für die erste schrieb Rau das Vorwort, worin er sich gegen die sentimentale Mode der Literatur seiner Zeit aussprach und in der zweiten erschien seine Ritterromanze Ewald und Elize. Nach dem Tod seines Freundes Bellamy dichtete er eine Leichenklage auf ihn. Die patriotische Gesinnung einiger Personen des Dichterkreises wurden von Rau allerdings nicht geteilt.
1784 hatte sich Rau an der Universität Utrecht immatrikuliert. Hier besuchte er anfänglich die Vorlesungen bei seinem Vater, Johann Friedrich Reitz, Christoph Saxe, Johann Friedrich Hennert und Johannes Theodorus Rossijn. Nachdem er diese Studien weitgehend abgeschlossen hatte, begann er ein Studium der Theologie, wozu er die Vorlesungen von Frans Burman, Gisbert Bonnet, Jacob Albert Vos und IJsbrand van Hamelsveld besuchte. Nach einem Besuch in Herborn entschloss er sich Pfarrer zu werden. Am 20. Januar 1786 wurde er als Pfarrer der wallonischen Gemeinde in Harderwijk berufen, welches Amt er am 18. Juni desselben Jahres antrat. Kurze Zeit später erfolgte am 23. August 1786 eine Berufung als Pfarrer nach Leiden, welches Amt er am 19. November des Jahres übernahm. Am 17. November 1787 beriefen ihn die Kuratoren der Universität Leiden zum Professor der Theologie. Nachdem er am 1. März 1788 vom Senat der Hochschule zum Ehrendoktor der Theologie ernannt wurde, übernahm er am 12. April 1788 den theologischen Lehrstuhl mit einer Rede de eo quod jucundum est in studio theologico. Nach dem Tod von Everard Scheidius erhielt er am 13. September 1794 den Lehrstuhl der orientalischen Sprachen und hebräischen Antiquitäten, welchen er am 18. Oktober des Jahres mit der Rede de Poëseos Hebraicae prae Arabum Poësi praestantia, tam veritatis quam Divinae majestatis Religionis, in Veteri Codice Sacro traditae, argumento antrat. In den Auseinandersetzungen der Batavischen Republik wurde er am 21. Februar 1795 als Anhänger der Partei des Statthalters von seiner theologischen Professur entbunden. Dennoch gelang es den Kuratoren in Leiden ihn dort als Lehrkraft zu erhalten.
Ab dem 21. März 1799 hatte er Vorlesungen zu den Doktrinen der Ethik abgehalten und wurde am 4. Mai 1799 wieder in seinen theologischen Lehrstuhl und den der orientalischen Sprachen und Altertümer eingesetzt, wozu er die Rede de Poëticae facultatis excellentiâ et perfectione, spectata in tribus Poëtarum principibus, Scriptore Jobi, Homero et Ossiano hielt. In dieser Eigenschaft wechselte er an die philosophische Fakultät. Zudem beteiligte er sich an den organisatorischen Aufgaben der Hochschule und war 1797/98 sowie 1804/05 Rektor der Alma Mater. Bei der Niederlegung der Ämter hielt er die Reden de Jesu Christi ingenio et indole perfestissimis, per comparationem cum ingenio et indole Pauli apostoli illustratis (Leiden 1798) und de Natura, optima Sacrae eloquentiae magistra (Leiden 1806). Das große Explosionsunglück (Leidens Ramp) hatte auch seinen Hausstand ergriffen, wobei eine Vielzahl von ungedruckten Manuskripten verloren ging. Als Louis Bonaparte danach Leiden besuchte, erhielt er von diesem im Januar 1807 den Unionsorden als Ritter. Zudem war er Mitglied der königlichen Gesellschaft der Wissenschaften in Haarlem, Mitglied der Gesellschaft der niederländischen Literatur in Leiden, wurde Kurator des Stolpischen Legats, Mitglied der Gesellschaft Utrecht, Mitglied der Zeeländischen Gesellschaft und anderen Gelehrtengesellschaften. Er verstarb an einer kurzen aber intensiven Krankheit.
Am 28. Januar 1794 heiratete er Gertrude Stephanie, Gräfin van Randwijck. Aus der Ehe stammen zwei Töchter und vier Söhne.